# 那覇市立久茂地小学校
那覇市立久茂地小学校（なはしりつ くもじしょうがっこう）は、沖縄県那覇市にあった公立小学校。

## 歴史
- 1911年（明治44年）
  - 4月1日 - 久茂地尋常小学校として創立。当時は女子のみを対象としていた。
  - 6月24日 - 久茂地尋常小学校開校。
- 1930年（昭和5年）- 男女共学の学校になる。
- 1941年（昭和16年）3月1日 - 国民学校令により、久茂地国民学校に改称。
- 1944年（昭和19年）- 那覇大空襲により、解散状態になる。
- 1951年（昭和26年）12月1日 - 久茂地初等学校開校。学区の一部を分離し、壺屋小学校・開南小学校の両小学校開校。
- 1952年（昭和27年）- 琉球教育法により、久茂地小学校に改称。
- 1957年（昭和32年）4月1日 - 本校と壺屋小学校のそれぞれ学区の一部を分離し、前島小学校開校[1]。
- 1964年（昭和39年）11月1日 - 図書室開設
- 1972年（昭和47年）5月15日 - 沖縄の本土復帰により、那覇市立久茂地小学校に改称。
- 1986年（昭和61年）- 沖縄県内初のコンピューター設置校になる。
- 1992年（平成4年）- はだし教育開始。
- 2014年（平成26年）
  - 3月25日 - 久茂地小学校閉校式・久茂地幼稚園閉園式挙行。
  - 3月31日 - 児童数減少により隣接学区の前島小学校と統合した那覇小学校開校で、閉校。

## はだし教育
- 平成4年よりはだし教育を開始。持久力や精神力を鍛えるためである。最初は「痛い」「寒い」「かわいそう」という、いわば過保護な意見も多かったが、その後児童もなれ、活動も活発になる。欠席する児童、体調不良になる児童は減少し、半袖シャツで1年中過ごす児童も多い。沖縄という比較的温暖である地域、普段は素足にビーチサンダルや島ぞうりを愛用する地域の特性上、はだしの生活も受け入れやすいようだ。
- 学校内には標語として「足のうらは第二の心ぞう」という掲示が多い。

## 児童数減少
- 那覇市中心部の繁華街に所在するため、ドーナツ化現象により人口減少。前島小学校との統廃合が決定され、2014年4月1日に旧前島小学校敷地に「那覇小学校」として開校されると同時に創立101年目にて廃校となる。